# Urząd Süderbrarup
Urząd Süderbrarup (niem. Amt Süderbrarup) – urząd w Niemczech w kraju związkowym Szlezwik-Holsztyn, w powiecie Schleswig-Flensburg. Siedziba urzędu znajduje się w miejscowości Süderbrarup.
W skład urzędu wchodzi 13 gmin:
1. Böel
2. Boren
3. Loit
4. Mohrkirch
5. Norderbrarup
6. Nottfeld
7. Rügge
8. Saustrup
9. Scheggerott
10. Steinfeld
11. Süderbrarup
12. Ulsnis
13. Wagersrott